# Kanzō Uchimura
Kanzō Uchimura (jap. 内村 鑑三 Uchimura Kanzō; ur. 26 marca 1861, zm. 28 marca 1930) – japoński pisarz i chrześcijański kaznodzieja, założyciel ruchu Chrześcijaństwo bez Kościoła (無教会主義キリスト教, mu-kyōkai-shugi kirisuto-kyō, chrześcijaństwo doktryny nie-kościoła lub 無教会運動[主義], mu-kyōkai undō[shugi], ruch nie-kościoła, używany skrót 無教会, Mukyōkai, Ruch Nie-Kościoła)
„Mukyōkai” jest kościołem dla tych, którzy nie mają żadnego kościoła. To jest dom dla tych, którzy nie mają żadnego domu, sierociniec dla sieroty w duchu...

## Życiorys
Kanzō Uchimura urodził się w Tokio w roku 1861, w rodzinie samuraja, osiem lat po wizycie eskadry komodora Perry’ego w zatoce Edo (Zatoka Tokijska), której efektem było wymuszenie podpisania amerykańsko–japońskiego (traktat z Kanagawy), który kończył długi okres izolacji Japonii (Sakoku).
Kanzō Uchimura zaczął uczyć się języka angielskiego w wieku 14 lat. Studiował w Foreign Language School (później stała się częścią Uniwersytetu Tokijskiego), a następnie w Sapporo Agricultural College (od 1918: Uniwersytet Hokkaido). Była to szkoła utworzona w roku 1876 przy współpracy Williama S. Clarka.
William S. Clark (1826–1886) był chemikiem, botanikiem i zoologiem, założycielem i pierwszym rektorem Massachusetts Agricultural College (MAC, obecnie – University of Massachusetts Amherst). W Sapporo przebywał przez 8 miesięcy na zaproszenie japońskiego rządu. W tym czasie nie tylko zorganizował szkołę, analogiczną do MAC, ale zyskał też wielu przyjaciół i naśladowców. Był szanowanym doradcą gubernatora w sprawach gospodarki. Prowadził również działalność misyjną, która doprowadziła do utworzenia przez studentów SAC niezależnego kościoła chrześcijańskiego (1882). Kanzō Uchimura i jego przyjaciel Inazō Nitobe byli jednymi z pierwszych członków tej chrześcijańskiej społeczności.
Po ukończeniu Sapporo Agricultural College w roku 1881, Uchimura pracował w nim przez 3 lata. W roku 1884 wyjechał do Ameryki z zamiarem poznania metod opieki nad dziećmi z niedorozwojem umysłowym, stosowanych w Pensylwanii, w specjalistycznym instytucie kierowanym przez Isaaca N. Kerlina. Poznał wytrawnych specjalistów, a wśród nich – Juliusa H. Seelye’a, rektora Amherst College, którego nazywał potem swoim „ojcem w chrześcijaństwie”.
Uchimura ukończył Amherst College w 1887, a rok później wrócił do Japonii. Tu nie udało mu się znaleźć szkoły, w której mógłby realizować swoje koncepcje pedagogiczne, ponieważ jego otwarcie wyrażane przekonania nie były akceptowane. Po kilku latach poszukiwań swojego miejsca zajął się pracą literacką i publicystyką. Wydał 30 książek. W roku 1895 dołączył do zespołu redakcyjnego dziennika Yorozu Chōhō. Po trzech latach zaczął wydawać własny magazyn Tokyo Independent, a następnie (od roku 1900) Biblical Studies. Część publikacji Uchimury została przetłumaczona na język angielski i niemiecki.

## Publikacje Kanzō Uchimury
Najbardziej znane publikacje:

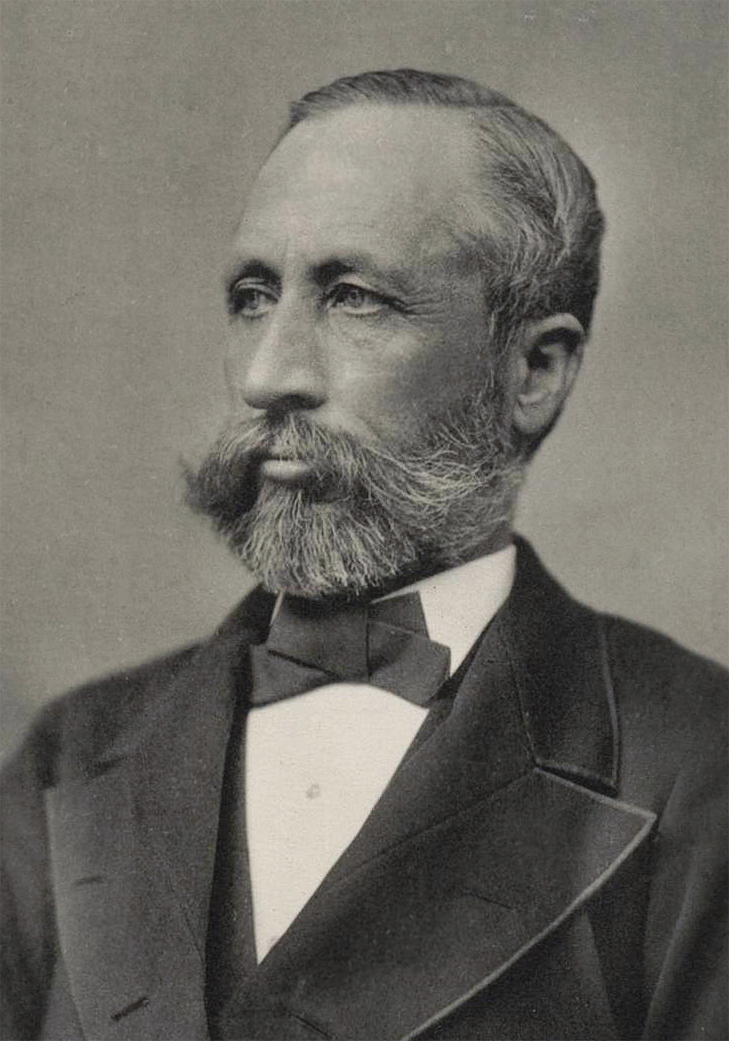
William S. Clark, inspirator chrześcijańskiego ruchu młodzieżowego w Sapporo

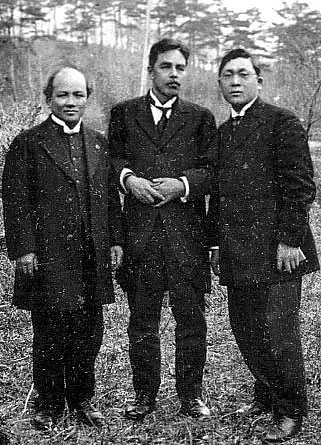
Juji Nakada, Kanzō Uchimura, Seimatsu Kimura

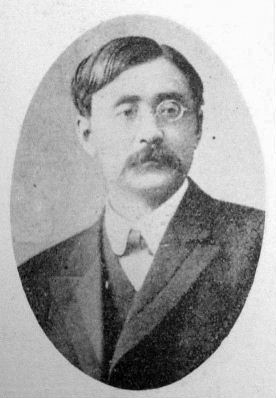
Inazō Nitobe, autor Bushido: the Soul of Japan

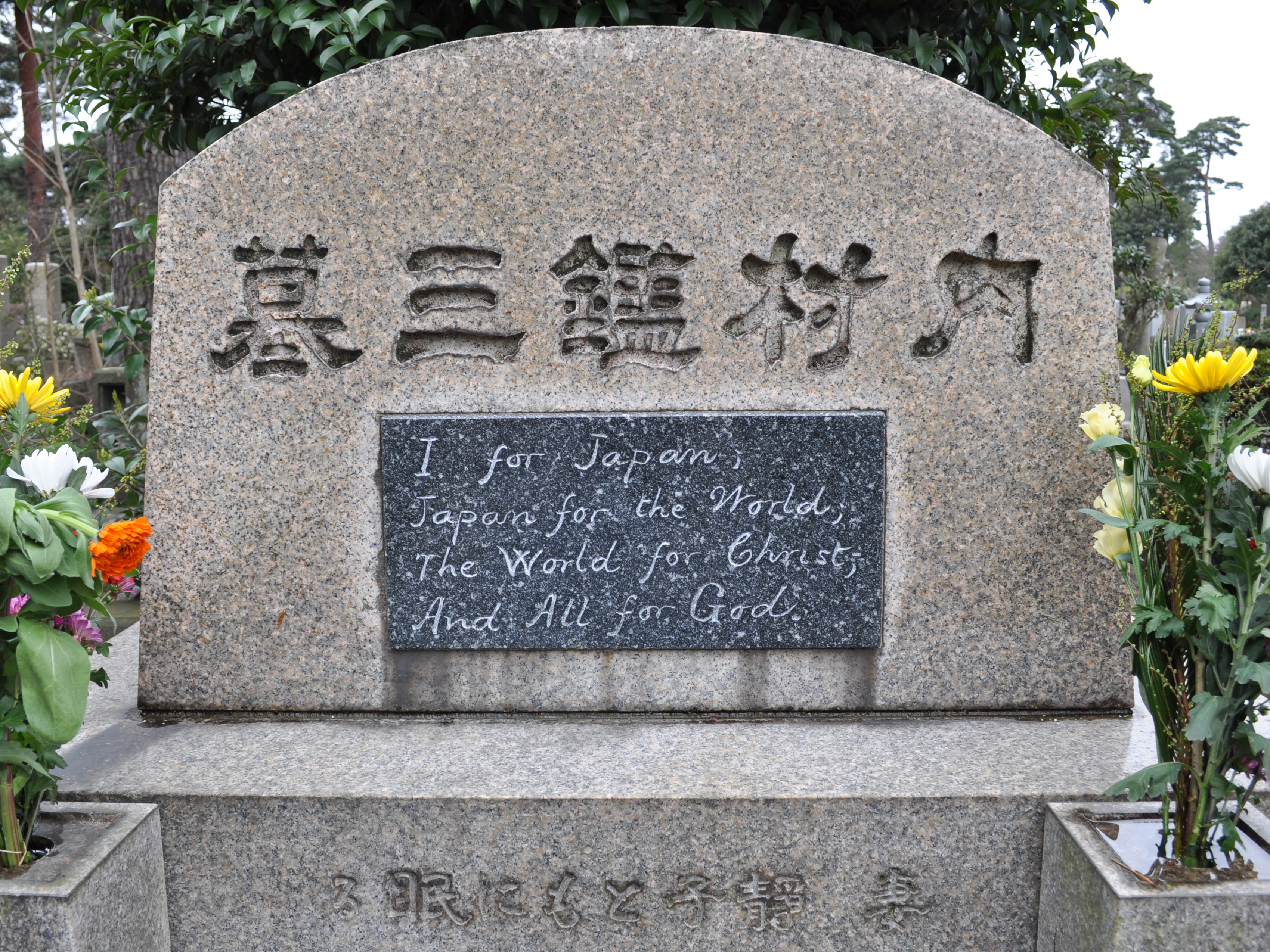
Ja, dla Japonii,
Japonia dla świata,
Świat dla Chrytusa,
a wszystko dla Boga
Inskrypcja na nagrobku Kanzō Uchimury na Tokyo Tama Cemetery w Fuchu, Tokio
(I for Japan, Japan for the World, The World for Christ, And All for God i Sleep with my wife, Shizuko)

- Kanzo Uchimura, The Complete Works of Kanzo Uchimura. 7 tomów, Kyobunkwan, Tokyo, 1971-1973
- Kanzo Uchimura, The Diary of a Japanese Convert. F. H. Revell, New York, 1895
- Kanso Utschimura, Japanische Charakterköpfe. D. Gundert, Stuttgart, 1908
- Kanso Utschimura, Wie ich ein Christ wurde: Bekenntnisse eines Japaners. D. Gundert, Stuttgart, 1905

## Publikacje na temat myśli religijnej Kanzō Uchimury
Publikacje z dorobku Agnieszki Kozyry (Uniwersytet Warszawski, Uniwersytet Jagielloński):
1991: Uchimura Kanzō’s Search for Universal Values in Japanese Tradition, Międzynarodowa Konferencja zorganizowana przez Europejskie Stowarzyszenie Studiów Japonistycznych (European Association for Japanese Studies), Berlin 1991
1992: Uchimura Kanzō no „futatsu no J” ni okeru Nihon (Wizja Japonii w myśli religijnej Uchimury Kanzō) (1992), „Uchimura Kanzō kenkyū” nr 29, 66-95, Kirisutokyō tosho shuppansha, Tokio
1993: Chrześcijaństwo bez kościoła – uczniowie Uchimury Kanzō, “Przegląd Orientalistyczny’ nr 1-2, 13-22, Warszawa 1993
1994: W poszukiwaniu tożsamości japońskiego chrześcijanina – twórczość Uchimury Kanzo, praca doktorska
1994: Tokumeiteki kirisutokyōron – Uchimura Kanzō to Karl Rahner (Anonimowe chrześcijaństwo Uchimury Kanzō i Karla Rahnera), Warsaw Symposium on Japanese Studies, 23-26 November 1994.
1994: Uchimura Kanzō i ‘japońskie chrześcijaństwo’ „Japonica” nr 2, 39-50, Wydawnictwa Uniwersytetu Warszawskiego, Warszawa
1994: National Messianism of Uchimura Kanzō and Andrzej Towiański, Międzynarodowa Konferencja zorganizowana przez Europejskie Stowarzyszenie Studiów Japonistycznych (European Association for Japanese Studies), Kopenhaga 1994
1995: Uchimura Kanzō a nowożytna literatura japońska (posłowie), „Japonica” nr 4, 95-98, Wydawnictwa Uniwersytetu Warszawskiego, Warszawa
1997: Heiwateki kirisutokyo aikokuron – Uchimura Kanzō to Andrzej Towiański (Chrześcijański pacyfistyczny patriotyzm – Uchimura Kanzō i Andrzej Towiański) 1997, „Rekishi kagaku” nr 149, 11-20, Osaka rekishikagaku kyōgikai, Osaka
1998: Nihon to Oranda ni okeru mukyōkaishugi – Uchimura Kanzō to Galenusu („Chrześcijaństwo bez kościoła” w Japonii i Holandii – Uchimura Kanzō i Galenus Abrahamsz de Haan) (1998), „Uchimura Kanzō kenkyū” nr 33, s. 46–61, Kirisutokyō tosho shuppansha, Tokio
2001: Nihon to seiyō ni okeru Uchimura Kanzō (Pomiędzy Wschodem a Zachodem – myśl religijna Uchimury Kanzō), Wydawnictwo Kyōbunkan, Tokio
Publikacje innych autorów
1955: C. Michalson, Japanische Theologie der Gegenwart, Gütersloh 1962; – Masao Sekine, Non-Church-Christentum (Mukyokai Kirisutokyo), 3. Aufl., Tokyo
1958: R. G. Jennings, Jesus, Japan und Kanso Utschimura, Tokyo (Lit.) * Raymond P. Jennings, Jesus, Japan and Kanzo Uchimura. A Study of the View of the Church of Kanzo Uchimura and its Significance for the Japanese Christianity. Kyobunkwan, Tokio * Tsunoda et al, Sources of Japanese Tradition, New York: Columbia Univ. Press, 854-855
1959: E. Brunner, Die christliche Nicht-Kirchen-Bewegung in Japan, in: Evangelische Theologie (Zeitschr.), 147 ff. * Emil Brunner, Die christliche Nicht-Kirche-Bewegung in Japan. W: Evangelische Theologie. 4, 147-155 * – ders., Christus kommt nach Japan (Hg), Bad Salzuflen
1960: E. Gößmann, Religiöse Herkunft, profane Zukunft? Das Christentum in Japan
1963: Mitsuo Hori, Kanzo Uchimura. Baumeister der ungebauten Kirche (Mukyokai). Junge Gemeinde, Stuttgart * G. Rosenkranz, Fremde Religionen. Zum Verständnis des japanischen Menschen, in: Zeitschrift für Theologie und Kirche, Tübingen, S. 236 ff. * M. Hori, Kanzo Uchimura, Baumeister der ungebauten Kirche
1965: Weltkirchenlexikon, hrsg. von F. Littell/H.H. Walz, S. 234 * K. Ogawa, Die Aufgabe der neueren evangelischen Theologie in Japan, W: Theologische Stimmen aus Asien, Afrika und Lateinamerika, hrsg. von H.W. Gensichen/G. Rosenkranz/G.F. Vicedom, München Band I, S. 32 ff.
1971: Richard H. Drummond, A History of Christianity in Japan. Eerdmans, Grand Rapids
1973: Carlo Caldarola, Pacifism among Japanese Non-church Christians. W: Journal of The American Academy of Religion. 41, 506-519 * M. Griffiths, Christus im modernen Japan
1979: Carlo Caldarola, Christianity: The Japanese Way. Brill, Leiden, ISBN 90-04-05842-7.
1984: Hannelore Kimura-Andres, Mukyokai. Fortsetzung der Evangeliums-Geschichte. Verlag der Ev.-Luth. Mission, Erlangen, ISBN 3-87214-301-8.
1988: T. Yoshiki / H.E. Hamer (Hrsg.), Brennpunkte in Kirche und Theologie Japans. Beiträge und Dokumente
1996: Hiroshi Miura, The Life and Thought of Kanzo Uchimura 1861-1930. Eerdmans, Grand Rapids, ISBN 0-8028-4205-4.
2005: John F. Howes, Japan’s Modern Prophet. Uchimura Kanzo, 1861-1930. UBC Press, Vancouver, ISBN 0-7748-1146-3.